# حسن رود (ليجاركي حسن رود)
حسن رود (بالفارسية: حسن‌رود) هي قرية تقع في إيران في البلدة المركزية. يقدر عدد سكانها بـ 1,266 نسمة .